# El castillo de los monstruos (película de 1964)
 El castillo de los monstruos es una película de Argentina filmada en Eastmancolor dirigida por Carlos Rinaldi que se estrenó en 1964 y que tuvo como actores principales a Luis Sandrini,  Lola del Pino y Silvia Solar.

## Sinopsis
Un profesor se aloja en un misterioso castillo donde viven toda clase de seres extraños, como el Hombre Lobo, el chico de goma, el Hombre sin piernas, el Torso vivo, entre otros. Un guiño a "La parada de los monstruos" (Tod Browning, 1932) y otros clásicos del cine de terror.

## Reparto
- Luis Sandrini	...	El Profesor
- Lola del Pino...	Miedosa
- Silvia Solar	...	Pelusa
- Diego Barquinero	...	El negrito - chico de goma
- Pablo Blanco	...	Hombre lobo
- John Gilmore	...	Hombre sin piernas
- Renato Mendoza	...	Manzanita
- Frieda Pushnik	...	Torso vivo
- Isabel Torres	...	La coquetita